# بلفور
بلفور (به فرانسوی: Belfort) شهری در شهرستان تریتوآر دو بلفور (Territoire de Belfort) در ناحیه فرانش-کنته (Franche-Comté) با جمعیت ۵۰٬۸۶۳ نفر در کشور فرانسه واقع شده‌است.